# Eugen Fritzsche
Friedrich Wilhelm Eugen Fritzsche (* 2. August 1889 in Dresden; † 6. März 1938 in Dresden) war ein deutscher akademischer Bildhauer und Graveur. Er war deutscher Reichssieger im Meisterwettkampf 1937/38.

## Leben und Wirken
Fritzsche wurde im Stadtteil Dresden-Neustadt der sächsischen Residenzstadt Dresden geboren und war der Sohn des Fabrikarbeiters Friedrich Wilhelm Fritzsche (1859–1918) und dessen Ehefrau Karoline Emma geborene Wehse. Er war von Geburt an gehörlos und besuchte von 1897 bis 1904 die Taubstummenschule in Dresden. Danach schlug er eine künstlerische Laufbahn ein und studierte an der Königlich Sächsischen Kunstakademie in Dresden, wo er sich als Schüler von Georg Wrba und der Professoren Werner und Spieler zum Bildhauer und durch den Staatsmünzgraveur Fritz Hörnlein zum Graveur ausbilden ließ. Der zwei Jahre ältere Otto Rost war einer seiner Dresdner Berufskollegen.
Bereits 1919 wurde Fritzsche der zweite Preis in einem Wettbewerb zuerkannt. Da es ihm aufgrund seiner Gehörlosigkeit schwerer als anderen fiel, auf die mündlich geäußerten Wünsche seiner Auftraggeber einzugehen, konzentrierte er sich vorrangig auf die Tätigkeit als Graveurmeister. Er gilt als Schöpfer zahlreicher Plaketten, Münzen und Abzeichen, darunter auch für nationalsozialistische Parteien und Verbände sowie Größen des NS-Staates wie Hermann Göring.
Fritzsche stellte seine Werke mehrfach auf den Kunstausstellungen in Dresden aus und wurde für seine Göring-Plakette mit dem 1. Preis im NSDAP-Gau Sachsen ausgezeichnet. Daneben erhielt er Ehrenurkunde und Ehrenpreis durch die Gauleitung der Deutschen Arbeitsfront überreicht.
Im Mai 1937 wurde Fritzsche Reichssieger in der Berufsgruppe Graveure im erstmals zur Durchführung gelangten Meisterberufswettkampf Das Deutsche Handwerk der Deutschen Arbeitsfront in Frankfurt am Main.
Außerdem war er ehrenamtlich als Mannschaftsleiter einer Taubstummenelf im Dresdner SC tätig. Für seinen Verein fertigte er ebenfalls mehrere Siegerplaketten.
Verheiratet war er seit 1917 mit Susanne, geborene Lange. Die Ehe blieb kinderlos. Sie wohnten in Dresden, Stormstraße 3, wo Eugen Fritzsche im März 1938 im Alter von 48 Jahren starb.